# Liste der Naturdenkmale in Hausen am Tann
| Naturdenkmale | Anzahl |
| ------------- | ------ |
| FND           | 3      |
| END           | 1      |
| Gesamt        | 4      |

Die Liste der Naturdenkmale in Hausen am Tann nennt die verordneten Naturdenkmale (ND) der im baden-württembergischen Zollernalbkreis liegenden Gemeinde Hausen am Tann. In Hausen am Tann gibt es insgesamt vier als Naturdenkmal geschützte Objekte, davon drei flächenhafte Naturdenkmale (FND) und ein Einzelgebilde-Naturdenkmal (END).
Stand: 31. Oktober 2016.

## Flächenhafte Naturdenkmale (FND)
| Name                     | Bild | Kennung     | Einzelheiten   | Position | Fläche Hektar | Datum        |
| ------------------------ | ---- | ----------- | -------------- | -------- | ------------- | ------------ |
| Lochenhof                |      | 84170290020 | Hausen am Tann | ⊙        | 2,5           | 11. Mai 1992 |
| Weiher am Waldhausbach   |      | 84170290016 | Hausen am Tann | ⊙        | 2,7           | 2. Apr. 1992 |
| Wolfsgurgel              |      | 84170290018 | Hausen am Tann | ⊙        | 0,9           | 6. Mai 1992  |
| Legende für Naturdenkmal |      |             |                |          |               |              |

## Einzelgebilde (END)
| Name                                      | Bild | Kennung     | Einzelheiten                                                                  | Position | Fläche Hektar | Datum         |
| ----------------------------------------- | ---- | ----------- | ----------------------------------------------------------------------------- | -------- | ------------- | ------------- |
| 2 Sommerlinden u. 2 Kastanien am Friedhof |      | 84170290307 | Hausen am Tann Eine weitere zum Denkmal gehörige Kastanie wurde 2024 gefällt. | ⊙        | 0,0           | 15. Feb. 2000 |
| Legende für Naturdenkmal                  |      |             |                                                                               |          |               |               |